# Stella Maris (Saint-Gilles-les-Bains)

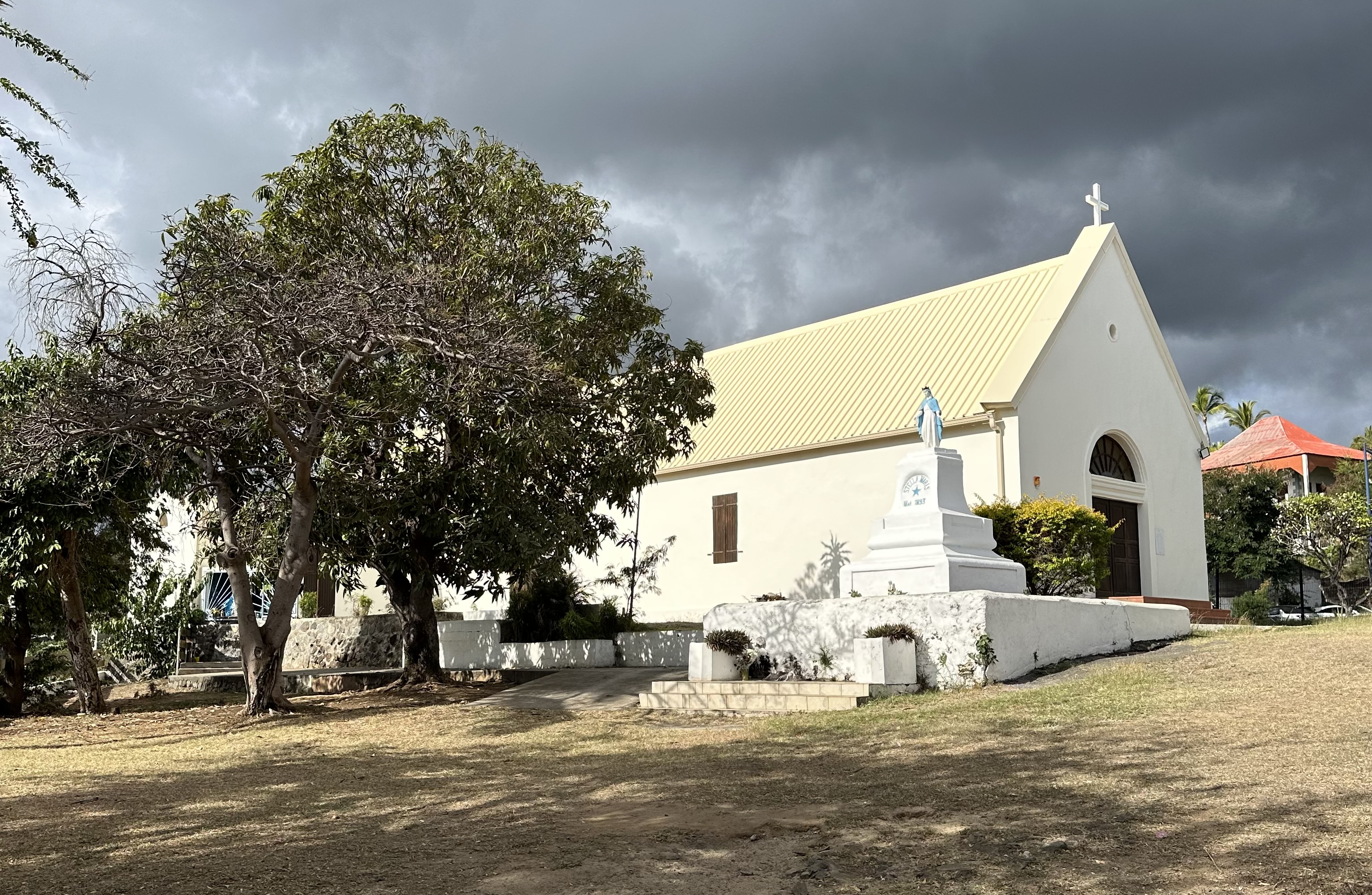
Kirche Stella Maris, 2024

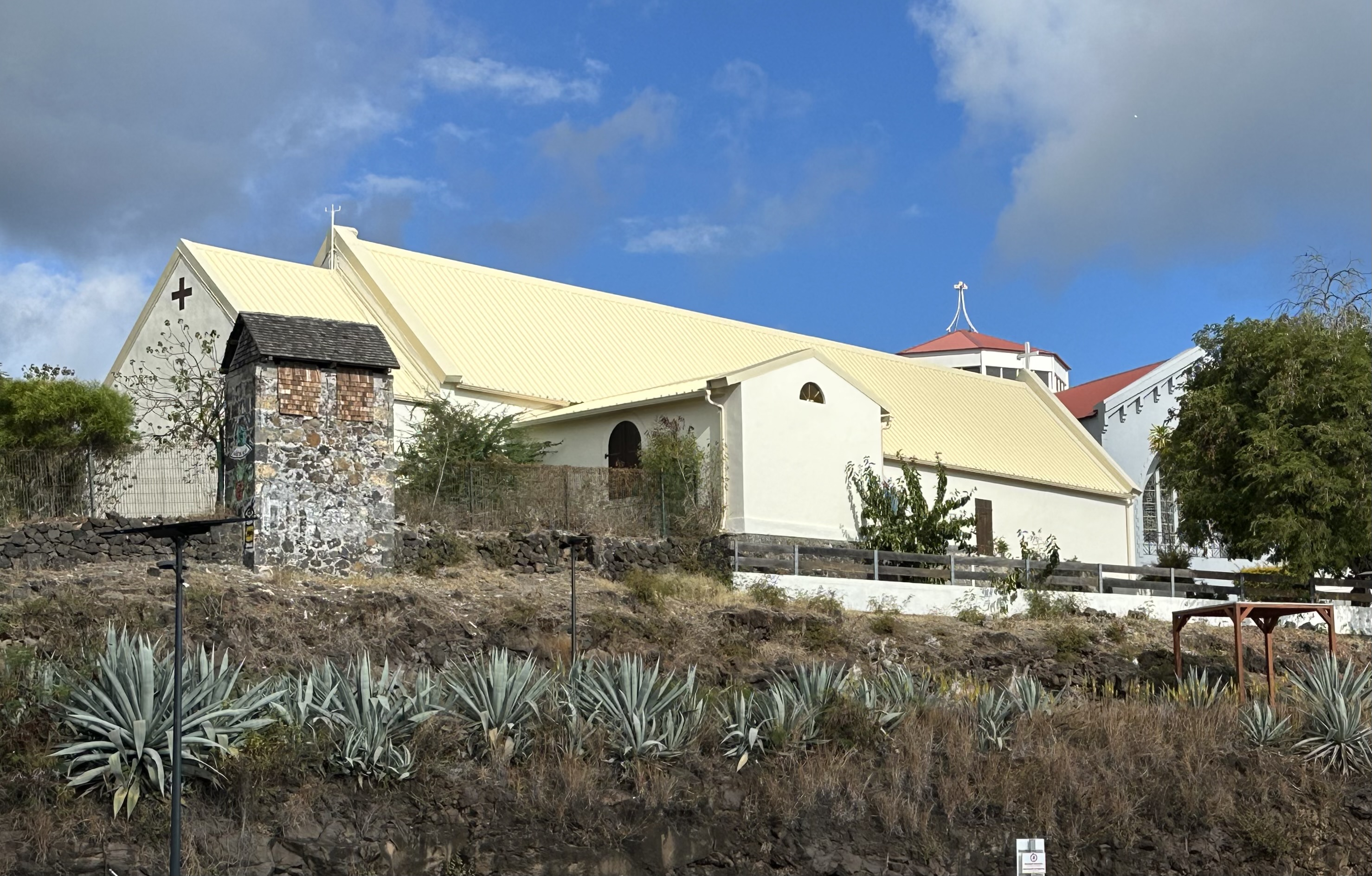
Blick von Nordosten

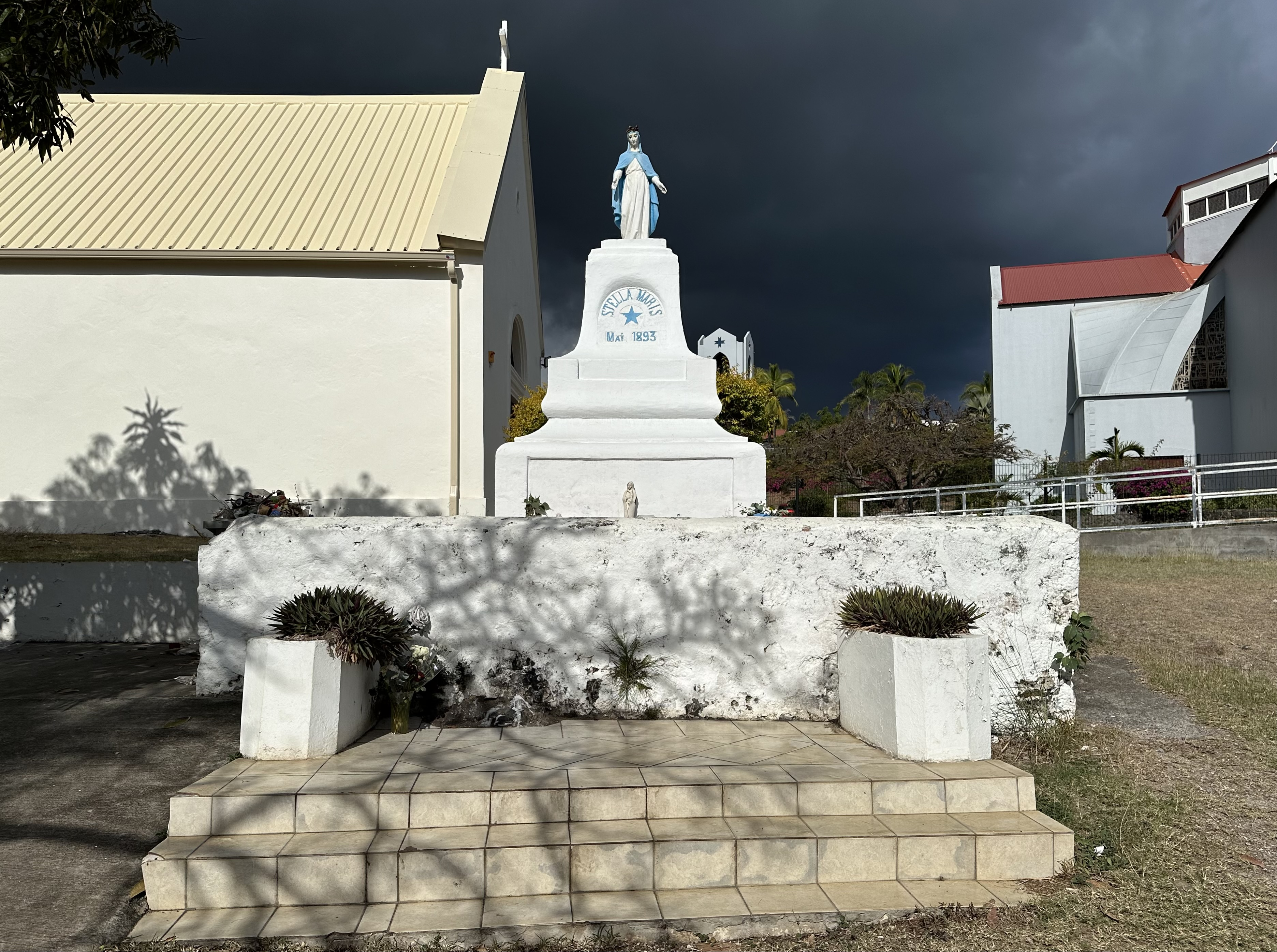
Statue Stella Maris

Die Stella Maris (französisch Église Stella Maris) ist eine römisch-katholische Kirche in der Gemeinde Saint-Paul auf der im Indischen Ozean gelegenen französischen Insel Réunion im Bistum Saint-Denis-de-La Réunion.

## Lage
Die Kirche befindet sich an der Rue du Général-de-Gaulle in Saint-Gilles-les-Bains über dem linken Ufer der Ravine Saint-Gilles, nahe ihrer Mündung in den Ozean. Nördlich der Kirche liegt der Hafen von Saint-Gilles-les-Bains. Einige Meter südwestlich die modernere Kirche Notre-Dame-de-la-Paix.

## Architektur und Geschichte
Das heutige Kirchenschiff entstand im Jahr 1780 als Lagerhaus der Familie Desbassayns. Hier wurde der Zucker gelagert, bis er zur Verladung auf Schiffe zum nahe gelegenen Roches Noires gebracht wurde. 1858 spendete Frédéric de Villèle das Grundstück samt Haus an Maupoint, um den Bau einer Kirche zu ermöglichen. Bis dahin verfügte Saint-Gilles-les-Bains nur über eine kleine 1846 errichtete Kapelle. Auf der Nordseite des Hauses wurde ein Glockenturm errichtet. Außerdem entstand ein Querschiff. Geweiht wurde die Kirche auf Stella Maris eine Anrufung der Mutter Jesu als Schutzpatronin der Seeleute.
Im Mai 1893 wurde nordwestlich der Kirche eine Statue der Jungfrau Stella Maris errichtet.
Nachdem Bischof de Langavant 1940 den Bau der benachbarten Kirche veranlasste, veränderte sich die Nutzung von Stella Maris. Sie dient seit dem anderen gemeindlichen Aufgaben und insbesondere Katechismusunterrichtungen.